# Dwayne Cowan
Dwayne Cowan (* 1. Januar 1985 in London) ist ein britischer Sprinter, der sich auf den 400-Meter-Lauf spezialisiert hat.

## Sportliche Laufbahn
Erste internationale Erfahrungen sammelte Dwayne Cowan im Jahr 2017, als er bei den Weltmeisterschaften in London im 400-Meter-Lauf bis in das Halbfinale gelangte und dort mit 45,96 s ausschied und mit der britischen 4-mal-400-Meter-Staffel in 2:59,00 min gemeinsam mit Matthew Hudson-Smith, Rabah Yousif und Martyn Rooney die Bronzemedaille hinter den Teams aus Trinidad und Tobago und den Vereinigten Staaten gewann. Anschließend siegte er dann in 45,34 s beim Birmingham Müller Grand Prix. Im Jahr darauf schied er bei den Commonwealth Games im australischen Gold Coast mit 46,06 s im Halbfinale aus und kam mit der englischen Staffel im Vorlauf nicht ins Ziel. Im August schied er dann bei den Europameisterschaften in Berlin mit 45,45 s im Semifinale aus und gewann mit der Staffel in 3:00,36 min gemeinsam mit Rabah Yousif, Matthew Hudson-Smith und Martyn Rooney die Silbermedaille hinter Belgien. Bei den IAAF World Relays 2019 in Yokohama belegte er in 3:04,96 min den fünften Platz in der 4-mal-400-Meter-Staffel und bei den World Athletics Relays 2021 im polnischen Chorzów verpasste mit 3:10,63 min den Finaleinzug.

## Persönliche Bestleistungen
- 400 Meter: 44,54 s, 24. August 2015 in Peking
  - 400 Meter (Halle): 46,24 s, 20. Februar 2010 in Birmingham (sudanesischer Rekord)
- Weitsprung: 7,61 m, 5. Mai 2007 in London (sudanesischer Rekord)